# Alan Power
Alan Thomas Daniel Power (Dublino, 25 gennaio 1988) è un calciatore irlandese, centrocampista svincolato.

## Palmarès

### Club

#### Competizioni nazionali
- National League: 1

Lincoln City: 2016-2017